# Bernhard Korte
Bernhard Hermann Korte (* 3. November 1938 in Bottrop; † 26. April 2025 in Bonn) war ein deutscher Mathematiker, Informatiker und Ökonom, der sich mit kombinatorischer Optimierung beschäftigt hat.

## Leben und Wirken

### Herkunft und Bildung
Bernhard Korte wuchs als Sohn eines Bergmanns in einer Zechensiedlung auf. Nach dem Abitur am Jungengymnasium Bottrop studierte er von 1959 an Mathematik, Physik und Chemie in Bonn, wo er 1967 bei Walter Thimm und Ernst Peschl promoviert wurde (Beiträge zur Theorie der Hardy’schen Funktionenklassen). 1971 habilitierte er sich in Bonn und wurde Professor in Regensburg und kurz danach in Bielefeld.
Seit 1972 war Korte Professor an der Universität Bonn und seit 1987 leitete er das Forschungsinstitut für Diskrete Mathematik in Bonn. Daneben war er Gastprofessor in Stanford, an der Cornell University, der University of Waterloo, am MIT, der Yale University, in Rom, Pisa, Barcelona, Rio de Janeiro und der Rutgers University.
Korte befasste sich insbesondere mit kombinatorischer Optimierung der Schaltkreise für VLSI-Chipdesign. Zu seinen Doktoranden zählten u. a. Martin Grötschel, Achim Bachem und Jens Vygen.

### Sammlung historischer Rechenmaschinen
Durch die Einnahmen aus Zusammenarbeit mit IBM und anderen Firmen sowie aus anderen Zuwendungen konnte er eine bedeutende Sammlung historischer Rechenmaschinen erweitern, die er bereits als Student begonnen hatte. Sie ist in dem von Korte gegründeten Arithmeum in Bonn zu sehen, in dem auch Kunstausstellungen und Konzerte stattfinden. Korte überließ seine Sammlung 1997 dem Land Nordrhein-Westfalen. Sie ist die weltweit bedeutendste ihrer Art.

### Mitgliedschaften
Er war Mitglied der Nationalen Akademie der Wissenschaften Leopoldina in Halle an der Saale, der Nordrhein-Westfälischen Akademie der Wissenschaften und der Künste in Düsseldorf und der Deutschen Akademie der Technikwissenschaften (acatech).

## Ehrungen und Auszeichnungen
Korte war Stipendiat der Studienstiftung des deutschen Volkes und Alexander von Humboldt Fellow. 1997 erhielt er den Staatspreis des Landes Nordrhein-Westfalen und 2002 den Verdienstorden der Bundesrepublik Deutschland (Großes Verdienstkreuz). Außerdem war er u. a. seit 1986 Träger des großen Verdienstordens der Republik Italien und Honorarprofessor der Academia Sinica in Peking und der PUC (päpstliche katholische Universität) in Rio de Janeiro, Brasilien. Er war Ehrendoktor der Universität La Sapienza in Rom. 2021 erhielt Korte den Innovationspreis des Landes Nordrhein-Westfalen in der Kategorie „Ehrenpreis“.

## Veröffentlichungen
- mit Jens Vygen: Combinatorial Optimization – theory and algorithms 4. Auflage. Springer-Verlag, 2008, ISBN 978-3-540-71843-7, doi:10.1007/978-3-540-71844-4.
- mit László Lovász, Hans Jürgen Prömel, Alexander Schrijver (Hrsg.): Paths, flows and VLSI-Layout Springer-Verlag, 1990, ISBN 3-540-52685-4.
- mit László Lovász, Rainer Schrader: Greedoids Band 4, Springer-Verlag, 1995, ISBN 978-3-642-58191-5, doi:10.1007/978-3-642-58191-5.

## Beiträge über Korte
- Jörg Schäfer: Bernhard Korte – Kunst und Mathematik. In: Gerd Ruge, Jörg Schäfer (Hrsg.): Lebensbilder – Landesbilder. Geschichten aus und über Nordrhein-Westfalen. Aschendorff, Münster 2003, ISBN 3-402-05340-3, S. 164–170.
- Eckart Roloff: Diskreter Star. In: forsch spezial. Bonner Universitäts-Nachrichten. März 2007, S. 3–8.